# Blockstapelproblem

Darstellung des einreihigen Blockstapelproblems mit Zahlenwerten der Überhänge
Neun Blöcke sind über einer Tischkante aufgestapelt.
Mit jedem weiteren Block vergrößert sich der Überhang nur noch um den Bruchteil einer Blocklänge. Der oberste Block liegt jedoch bereits vollständig außerhalb der Tischfläche. Ein unendlich großer Überhang ist theoretisch erreichbar. Große Überhänge scheitern in der Praxis an der sich exponentiell vergrößernden Höhe des Stapels.

Als Blockstapelproblem oder Buchstapelproblem (bei Johnson 1955: The leaning tower of Lire) wird die Frage bezeichnet, wie Klötze mit möglichst großem Überhang zu einem Turm gestapelt werden können, ohne umzukippen.
Aufgabenstellung:
Platziere {\displaystyle N} identische, steife rechteckige Blöcke in einem stabilen Stapel am Rand eines Tisches, so dass der Überhang maximiert wird.

## Varianten
Paterson, Peres, Thorup und Winkler stellten 2007 eine umfangreiche Liste von Fundstellen zu diesem Problem zusammen, die bis zu Mechanik-Texten aus der Mitte des 19. Jahrhunderts zurückreicht.

### Einreihig
Beim einreihigen Problem befindet sich auf jeder Ebene jeweils nur ein Block. 
Der maximale Überhang entspricht {\textstyle \sum _{i=1}^{N}{\frac {1}{2i}}} multipliziert mit der Breite des Blocks. Die in der Formel enthaltene Summe ist die Hälfte der entsprechenden Partialsummen der harmonischen Reihe. Da die harmonische Reihe divergiert, strebt der maximale Überhang mit wachsendem {\displaystyle N} gegen unendlich. Mit genügend vielen Blöcken wäre also ein beliebig großer Überhang möglich.
| N  | Maximaler Überhang    | Maximaler Überhang    | Maximaler Überhang |
| N  | als Bruch dargestellt | als Bruch dargestellt | Dezimalzahl        |
| -- | --------------------- | --------------------- | ------------------ |
| 1  | 1                     | /2                    | 0.5                |
| 2  | 3                     | /4                    | 0.75               |
| 3  | 11                    | /12                   | ~0.91667           |
| 4  | 25                    | /24                   | ~1.04167           |
| 5  | 137                   | /120                  | ~1.14167           |
| 6  | 49                    | /40                   | 1.225              |
| 7  | 363                   | /280                  | ~1.29643           |
| 8  | 761                   | /560                  | ~1.35893           |
| 9  | 7 129                 | /5 040                | ~1.41448           |
| 10 | 7 381                 | /5 040                | ~1.46448           |

| N  | Maximaler Überhang    | Maximaler Überhang    | Maximaler Überhang |
| N  | als Bruch dargestellt | als Bruch dargestellt | Dezimalzahl        |
| -- | --------------------- | --------------------- | ------------------ |
| 11 | 83 711                | /55 440               | ~1.50994           |
| 12 | 86 021                | /55 440               | ~1.55161           |
| 13 | 1 145 993             | /720 720              | ~1.59007           |
| 14 | 1 171 733             | /720 720              | ~1.62578           |
| 15 | 1 195 757             | /720 720              | ~1.65911           |
| 16 | 2 436 559             | /1 441 440            | ~1.69036           |
| 17 | 42 142 223            | /24 504 480           | ~1.71978           |
| 18 | 14 274 301            | /8 168 160            | ~1.74755           |
| 19 | 275 295 799           | /155 195 040          | ~1.77387           |
| 20 | 55 835 135            | /31 039 008           | ~1.79887           |

| N  | Maximaler Überhang    | Maximaler Überhang    | Maximaler Überhang |
| N  | als Bruch dargestellt | als Bruch dargestellt | Dezimalzahl        |
| -- | --------------------- | --------------------- | ------------------ |
| 21 | 18 858 053            | /10 346 336           | ~1.82268           |
| 22 | 19 093 197            | /10 346 336           | ~1.84541           |
| 23 | 444 316 699           | /237 965 728          | ~1.86715           |
| 24 | 1 347 822 955         | /713 897 184          | ~1.88798           |
| 25 | 34 052 522 467        | /17 847 429 600       | ~1.90798           |
| 26 | 34 395 742 267        | /17 847 429 600       | ~1.92721           |
| 27 | 312 536 252 003       | /160 626 866 400      | ~1.94573           |
| 28 | 315 404 588 903       | /160 626 866 400      | ~1.96359           |
| 29 | 9 227 046 511 387     | /4 658 179 125 600    | ~1.98083           |
| 30 | 9 304 682 830 147     | /4 658 179 125 600    | ~1.99749           |

Die Anzahl der erforderlichen Blöcke, um {\displaystyle N} Blocklängen über den Rand des Tisches hinaus zu erreichen, beträgt 4, 31, 227, 1674, 12367, 91380, ... (Folge A014537 in OEIS).

Vergleich der Lösungen des einreihigen (oben) und mehrreihigen (unten) Blockstapelproblems mit drei Blöcken.
Beim mehrreihigen Stapel dient der helle Block rechts als Gegengewicht.

### Mehrreihig
Mit mehrreihigen Stapeln mit Gegengewichten können größere Überhänge als bei einreihigen Stapeln erreicht werden. Schon mit drei Blöcken kann ein Überhang von 1 erreicht werden, indem zwei Blöcke symmetrisch ausbalanciert auf einem Basisblock liegen.
Der Überhang eines einreihigen Stapels mit drei Blöcken beträgt demgegenüber höchstens 11/12. 
Wie Paterson et al 2007 zeigen, ist der maximale Überhang, der durch mehrreihige Stapel asymptotisch erreicht werden kann, proportional zur Kubikwurzel der Anzahl der Blöcke. Beim einreihigen Stapel ist der Überhang proportional zum Logarithmus der Anzahl der Blöcke. 

## Beweis der Lösung der einreihigen Variante

Mike Patersons Methode zur Erhöhung des Überhangs von 16 Blöcken mit Breite b auf durch versetztes Stapeln der Blöcke quer zu ihrer Länge ergibt einen rautenförmigen Stapel.

Die obige Formel für den maximalen Überhang von {\displaystyle n} Blöcken mit jeweils der Länge {\displaystyle l} und Masse {\displaystyle m}, einreihig gestapelt, kann durch vollständige Induktion bewiesen werden, indem die Drehmomente der Blöcke bezüglich der Tischkante gegeneinander aufgerechnet werden, wie es in der Starrkörperstatik (Baustatik) üblich ist. Jeder Block wird dabei durch eine Punktmasse im Mittelpunkt des Blocks repräsentiert. 
Im Basisfall ({\displaystyle n=1}) liegt der Schwerpunkt des Blocks genau über der Tischkante, was einem Überhang von {\displaystyle l/2} entspricht. Für {\displaystyle k} Blöcke liegt der Schwerpunkt des {\displaystyle k}-Block-Systems über dem Tischrand und der Schwerpunkt der obersten {\displaystyle k-1} Blöcke liegt genau über der Kante des ersten Blocks, um den Stapel gerade noch im Gleichgewicht zu halten.
Wenn der {\displaystyle k}-te Block den {\displaystyle (k-1)}-ten um {\displaystyle l/2} überragt und der Überhang des untersten Blocks {\displaystyle x} beträgt, gilt
{\displaystyle (k-1)mgx=(l/2-x)mg\implies x=l/2k,}   (mit Masse {\displaystyle m} und Erdanziehungskraft {\displaystyle g}) 
Wenn der gemeinsame Schwerpunkt der oberen {\displaystyle k-1} Blöcke die Tischkante um {\displaystyle y} überragt, ergibt sich der maximale Überhang vom Tisch als:
{\displaystyle y+{\frac {l}{2k}}=\sum _{i=1}^{k}{l/2i}\implies y=\sum _{i=1}^{k-1}{l/2i}.}
Wenn bei {\displaystyle k+1} Blöcken der gemeinsame Schwerpunkt der obersten {\displaystyle k} Blöcke die Tischkante um {\displaystyle y} überragt, gilt {\displaystyle y=\sum _{i=1}^{k}l/2i} und {\displaystyle x={\frac {l}{2(k+1)}}}. Der maximale Überhang beträgt:
{\displaystyle {\frac {l}{2(k+1)}}+\sum _{i=1}^{k}l/2i=\sum _{i=1}^{k+1}l/2i.}

## Robustheit
Hall beschäftigte sich 2005 mit dem Problem und zeigte, dass es robust gegenüber Abweichungen von der Idealisierung wie abgerundeten Blockkanten und begrenzter Platzierungsgenauigkeit ist und führt mehrere Varianten ein, unter anderem unter Berücksichtigung von Reibungskräften zwischen benachbarten Blöcken.